# Aliuska López
Aliuska Yanira López Pedroso (ur. 29 sierpnia 1969 w Hawanie) – hiszpańska lekkoatletka pochodzenia kubańskiego, specjalizująca się w krótkich biegach płotkarskich, czterokrotna uczestniczka letnich igrzysk olimpijskich (Barcelona 1992, Atlanta 1996, Sydney 2000, Ateny 2004).
Barwy Hiszpanii reprezentowała od 27 lipca 2003.

## Sukcesy sportowe
- jedenastokrotna mistrzyni Kuby w biegu na 100 metrów przez płotki – 1986, 1987, 1988, 1989, 1993, 1994, 1995, 1996, 1997, 1999, 2000[1]
- mistrzyni Hiszpanii w biegu na 100 metrów przez płotki – 2003[2]

| Rok  | Miasto          | Zawody                                            | Konkurencja                          | Wynik                       |
| ---- | --------------- | ------------------------------------------------- | ------------------------------------ | --------------------------- |
| 1986 | Meksyk          | Mistrzostwa Ameryki Środkowej i Karaibów juniorów | bieg na 100 m ppł bieg na 200 m      | złoty medal brązowy medal   |
| 1986 | Winter Park     | Mistrzostwa panamerykańskie juniorów              | bieg na 100 m ppł                    | srebrny medal               |
| 1986 | Ateny           | Mistrzostwa świata juniorów                       | bieg na 100 m ppł                    | srebrny medal               |
| 1987 | Indianapolis    | Halowe mistrzostwa świata                         | bieg na 60 m ppł                     | 7. miejsce                  |
| 1987 | Zagrzeb         | Letnia uniwersjada                                | bieg na 100 m ppł                    | srebrny medal               |
| 1987 | Indianapolis    | Igrzyska panamerykańskie                          | bieg na 100 m ppł sztafeta 4 × 100 m | brązowy medal srebrny medal |
| 1987 | Rzym            | Mistrzostwa świata                                | sztafeta 4 × 100 m                   | 6. miejsce                  |
| 1988 | Greater Sudbury | Mistrzostwa świata juniorów                       | bieg na 100 m ppł sztafeta 4 × 100 m | złoty medal srebrny medal   |
| 1989 | San Juan        | Mistrzostwa Ameryki Środkowej i Karaibów          | bieg na 100 m ppł                    | srebrny medal               |
| 1990 | Meksyk          | Igrzyska Ameryki Środkowej i Karaibów             | bieg na 100 m ppł                    | złoty medal                 |
| 1991 | Sewilla         | Halowe mistrzostwa świata                         | bieg na 60 m ppł                     | brązowy medal               |
| 1991 | Hawana          | Igrzyska panamerykańskie                          | bieg na 100 m ppł                    | złoty medal                 |
| 1991 | Tokio           | Mistrzostwa świata                                | bieg na 100 m ppł sztafeta 4 × 100 m | 7. miejsce 6. miejsce       |
| 1992 | Sewilla         | Mistrzostwa ibero-amerykańskie                    | bieg na 100 m ppł                    | złoty medal                 |
| 1992 | Barcelona       | Igrzyska olimpijskie                              | bieg na 100 m ppł                    | 6. miejsce                  |
| 1993 | Toronto         | Halowe mistrzostwa świata                         | bieg na 60 m ppł                     | 5. miejsce                  |
| 1993 | Ponce           | Igrzyska Ameryki Środkowej i Karaibów             | bieg na 100 m ppł                    | złoty medal                 |
| 1993 | Stuttgart       | Mistrzostwa świata                                | bieg na 100 m ppł sztafeta 4 × 100 m | 4. miejsce 6. miejsce       |
| 1994 | Petersburg      | Igrzyska Dobrej Woli                              | bieg na 100 m ppł                    | srebrny medal               |
| 1994 | Paryż           | Finał Grand Prix IAAF                             | bieg na 100 m ppł                    | 3. miejsce                  |
| 1995 | Barcelona       | Halowe mistrzostwa świata                         | bieg na 60 m ppł                     | złoty medal                 |
| 1995 | Mar del Plata   | Igrzyska panamerykańskie                          | bieg na 100 m ppł sztafeta 4 × 100 m | złoty medal srebrny medal   |
| 1997 | San Juan        | Mistrzostwa Ameryki Środkowej i Karaibów          | bieg na 100 m ppł                    | złoty medal                 |
| 1999 | Winnipeg        | Igrzyska panamerykańskie                          | bieg na 100 m ppł                    | złoty medal                 |
| 2000 | Sydney          | Igrzyska olimpijskie                              | bieg na 100 m ppł                    | 5. miejsce                  |
| 2004 | Huelva          | Mistrzostwa ibero-amerykańskie                    | bieg na 100 m ppł                    | złoty medal                 |
| 2005 | Almería         | Igrzyska śródziemnomorskie                        | bieg na 100 m ppł                    | 5. miejsce                  |

## Rekordy życiowe
| konkurencja                     | na stadionie                | w hali                       |
| ------------------------------- | --------------------------- | ---------------------------- |
| bieg na 100 metrów              | 11,90 – Avilés, 26/07/2003  |                              |
| bieg na 200 metrów              | 25,76 – Avilés, 10/06/2006  |                              |
| bieg na 50 metrów przez płotki  |                             | 6,91 – Liévin, 28/02/2004    |
| bieg na 60 metrów przez płotki  |                             | 7,91 – Barcelona, 11/03/1995 |
| bieg na 100 metrów przez płotki | 12,67 – Atlanta, 29/07/1996 |                              |